# Берлинская фондовая биржа
Берлинская фондовая биржа (нем. Börse Berlin, англ. Berlin Stock Exchange) — фондовая биржа в Германии. В XIX веке была одной из крупнейших бирж Европы.. Располагается в Берлине. Здание построено в 1859—1864 годах по проекту Фридриха Гитцига.